# 昇州 (河南省)
昇州（しょうしゅう）は、中国にかつて存在した州。現在の河南省南陽市唐河県一帯に設置された。
南北朝時代、北魏により設置された南襄州を前身とする。後に南平州と改称された。西魏により昇州、後に湖州と改称された。601年（仁寿元年）、隋により昇州と改称された。605年（大業元年）に廃止され、その管轄区域は昌州に移管された。

## 下部行政区画
- 昇平郡
  - 湖陽県
  - 柘林県
- 洞川郡
  - 鍾離県
- 襄城郡
  - 上馬県